# Yapbrilvogel
De yapbrilvogel (Zosterops oleagineus) is een zangvogel uit de familie Zosteropidae (brilvogels). De vogel werd in 1872 beschreven en was afkomstig uit een collectie balgen uit de eilandengroep rond het eiland Yap en de Carolinen. De vogel is een endemische soort op Yap.

## Kenmerken
De vogel is 12,5 tot 13 cm lang. Het is een relatief grote brilvogel met een duidelijke, brede satijnwitte oogring, aan de voorkant onderbroken door een zwarte "teugel", die naar de mondhoek van de snavel loopt. De snavel en de poten zijn vuilgeel tot oranje.

## Verspreiding en leefgebied
De soort komt alleen voor op het eiland Yap. Het leefgebied bestaat uit een groot aantal landschapstypen met bos, maar ook mangrovebos. De vogel is niet noodzakelijkerwijs gebonden aan inheemse vegetatie, maar heeft wel een voorkeur voor goed ontwikkeld natuurlijk bos.

## Status
De yapbrilvogel heeft een beperkt verspreidingsgebied en daardoor is de kans op uitsterven aanwezig. De grootte van de populatie werd in 2018 door BirdLife International geschat op 13.000 volwassen individuen en de populatie-aantallen nemen af door habitatverlies. Het leefgebied wordt aangetast door het geregeld afbranden van bebost gebied. Daarnaast bestaat de zorg dat de bruine nachtboomslang, die op het eiland Guam de vogelstand decimeerde, ooit het eiland zal bereiken. Om deze redenen staat deze soort als gevoelig op de Rode Lijst van de IUCN.